# Ванна (певица)
Ванна (хорв. Vanna), настоящее имя — Ивана Ранилович-Врдоляк (хорв. Ivana Ranilović-Vrdoljak; род. 1 сентября 1970 года в Копривнице) — хорватская певица, представительница Хорватии на 46-м песенном конкурсе «Евровидение» в 2001 году (10-е место).

## Музыкальная карьера
В детстве Ранилович участвовала во многих национальных музыкальных фестивалях и конкурсах, побеждая в некоторых из них. В 1990 году дебютировала на сцене на фестивале Zagrebfest, организованном в Загребе. В том же году она перебралась из дома и начала учиться в столице страны, а также присоединилась к группе BOA. Вскоре после этого вместе с продюсером Иланом Кабильо она основала дуэт Ilan & Ivana, в котором выступала до весны 1991 года. В то время она также была хористкой в группе Electro Team, игравшей музыку в стиле евродэнс. В 1992 году она стала вокалисткой и соавтором большинства песен группы, благодаря чему получила национальное признание под псевдонимом Ванна. В качестве вокалистки группы она записала с ней три альбома: Electro Team в 1992 году, Second to None в 1994 году и Anno Domini 1996 в 1996 году, и записала такие хиты, как «Tek je 12 sati», «Da ti nisam bila dovoljna» и «Ja ti priznajem». В 1994 году она выпустила сольный сингл «Sea of Love».
В 1997 году она выпустила свой дебютный сольный альбом I to sam ja. Год спустя она решила покинуть группу и полностью начать сольную карьеру. В том же году состоялась премьера её второго полноформатного альбома под названием Ispod istog neba, который был переиздан два года спустя, дополненный новым синглом певицы «Daj mi jedan dobar razlog». В 2000 году Ванна участвовала в национальном отборе с песней «Kao rijeka» и заняла с ней второе место в финале, состоявшемся в середине февраля. В том же году вышел её третий студийный альбом под названием 24 sata, а также сингл «2000 Years of Hope (Come with Me)», записанный по случаю нового тысячелетия в дуэте с Янезом Лотричем в сопровождении Симфонического оркестра Хорватского радио и телевидения.
В 2001 году она во второй раз участвовала в национальном отборочном конкурсе «Евровидение», на этот раз с песней «Strune ljubavi». В начале марта она исполнила её в финале отбора и получила наибольшую поддержку жюри и телезрителей, благодаря чему выиграла и была выбрана представлять Хорватию на 46-м песенном конкурсе «Евровидение», проходившем в Копенгагене. 12 мая она выступила в финале конкурса с англоязычной версией песни («Strings of My Heart») и заняла 10-е место, набрав 42 балла. Песня вошла в её первый концертный альбом под названием U Lisinskom, в который вошла звукозапись её концерта в Концертном зале имени Ватрослава Лисинского в Загребе.
В 2003 году состоялась премьера четвёртого студийного альбома Ванны под названием Hrabra kao prije, который был раскручен синглами «Kao da me nema» и «Ne govori sve na glas». В 2007 году она выпустила новый альбом под названием Ledeno doba, а в 2010 году — альбом Sjaj.
В 2012 году она спела в качестве гостя в песне «Za tvoje oči» из шестого студийного альбома сербской рок-группы Neverne Bebe под названием Praštam.

## Личная жизнь
Ванна замужем за Андреем Врдоляком, сыном хорватского режиссёра Антуна Врдоляка. У пары двое детей: Лука (1998 г.р.) и Яна (2001 г.р.). Семья живёт в Загребе.

## Дискография

### Студийные альбомы

#### Совместно с Electro Team
- Electro Team (1992)
- Second to None (1994)
- Anno Domini 1996 (1996)

#### Соло
- I to sam ja (1997)
- Ispod istog neba (1998)
- 24 sata (2000)
- Hrabra kao prije (2003)
- Ledeno doba (2007)
- Sjaj (2010)

| - U Lisinskom (2001) |